# Soplín Vargas
Soplín Vargas es una localidad peruana, capital del distrito de Teniente Manuel Clavero ubicado en la provincia de Putumayo en el departamento de Loreto. Se halla en la margen inferior del río Putumayo a 181 m s. n. m.
Cuenta con un puesto de control fronterizo pues el Putumayo sirve de frontera natural con Colombia.
Su nombre es un homenaje al soldado Elías Soplín Vargas, héroe de la guerra colombo-peruana caído en el combate de Güepí en 1933.

## Clima
| Parámetros climáticos promedio de Soplín Vargas | Parámetros climáticos promedio de Soplín Vargas | Parámetros climáticos promedio de Soplín Vargas | Parámetros climáticos promedio de Soplín Vargas | Parámetros climáticos promedio de Soplín Vargas | Parámetros climáticos promedio de Soplín Vargas | Parámetros climáticos promedio de Soplín Vargas | Parámetros climáticos promedio de Soplín Vargas | Parámetros climáticos promedio de Soplín Vargas | Parámetros climáticos promedio de Soplín Vargas | Parámetros climáticos promedio de Soplín Vargas | Parámetros climáticos promedio de Soplín Vargas | Parámetros climáticos promedio de Soplín Vargas | Parámetros climáticos promedio de Soplín Vargas |
| Mes                                             | Ene.                                            | Feb.                                            | Mar.                                            | Abr.                                            | May.                                            | Jun.                                            | Jul.                                            | Ago.                                            | Sep.                                            | Oct.                                            | Nov.                                            | Dic.                                            | Anual                                           |
| ----------------------------------------------- | ----------------------------------------------- | ----------------------------------------------- | ----------------------------------------------- | ----------------------------------------------- | ----------------------------------------------- | ----------------------------------------------- | ----------------------------------------------- | ----------------------------------------------- | ----------------------------------------------- | ----------------------------------------------- | ----------------------------------------------- | ----------------------------------------------- | ----------------------------------------------- |
| Fuente: climate-data.org                        |                                                 |                                                 |                                                 |                                                 |                                                 |                                                 |                                                 |                                                 |                                                 |                                                 |                                                 |                                                 |                                                 |